# Camilla Kvartoft
Camilla Maria Cecilia Kvartoft Mårtén, född 6 mars 1968 i Hägersten, är en svensk journalist, programledare och moderator. Hon började arbeta på Sveriges Radio 1993  Sveriges Radio och arbetar sedan 2010 på Sveriges Television.

## Biografi

### Uppväxt
Camilla Kvartoft växte upp i stadsdelen Sätra i Stockholms kommun. I barndomen spelade hon amatörteater med barndomsvännen Annika Lantz och Peter Settman. Under tre år sommarturnerade de tillsammans i folkparkerna med olika barnpjäser, exempelvis Utbrytarkungens son.
Efter gymnasiet sökte hon till scenskolan, men lyckades inte att komma in. Istället läste hon Kulturvetarlinjen på Stockholms Universitet med inriktning på idéhistoria och medie- och kommunikationsvetenskap (MKV) och det var då intresset för radio och intervjuer väcktes. Under studietiden var hon ansvarig för Studentradion vid Stockholms Universitets studentkår, Radio SUS.

### Karriär
Kvartoft arbetade på SR Stockholm innan hon blev programledare för SR P1-programmet Studio X på 1990-talet. Hon var med och startade P1-morgon i november 1998 och arbetade där som programledare i sju år. Utöver det har hon varit programledare för Studio Ett i SR P1, arbetat på SR Västmanland, varit en kortare period på Sveriges Radio P3 och programledare för Efter tre 2001. Camilla Kvartoft har varit Publicistklubbens programsekreterare och utrikeskorrespondent i London.
År 2010 blev hon programledare för Veckans brott i SVT, tillsammans med bisittare Leif G.W. Persson. De sände 210 program under åren 2010–2018 och lockade över en miljon tittare per program. År 2018 gick Leif G.W. Persson till TV4 och då fortsatte Camilla Kvartoft att sända ”Veckans brott” i SVT (2019-2021) med en panel bestående av juristen Johanna Björkman, kriminologen Christoffer Carlsson och polisen John Franco, som efter en säsong ersattes av polisen Nadim Ghazale. Sedan 2011 är Camilla Kvartoft även programledare för samhällsmagasinet ”Agenda” i SVT Agenda. Hon har dessutom periodvis lett nyhetsprogrammet ”Aktuellt”. Camilla Kvartoft har lett ett stort antal partiledardebatter i ”Agenda” sedan 2013 och bevakat flera riksdagsval och EU-val. 
År 2014 ledde Camilla Kvartoft SVT:s valvaka tillsammans med Claes Elfsberg. 
Samma år sände hon också SVT:s EU-valvaka.
Åren 2018 och 2022 ledde Camilla Kvartoft SVTs utfrågningar av partiledarna inför riksdagsvalet tillsammans med Anders Holmberg. De två ledde också SVTs valvaka 2018 och 2022.
År 2009 programledde Camilla Kvartoft Sveriges Radios utfrågningar av toppkandidaterna inför EU-valet.  
År 2014 och 2019 ledde Camilla Kvartoft SVTs utfrågningar av toppkandidaterna inför EU-valet tillsammans med Anders Holmberg.
2022 gjorde Camilla Kvartoft programmet ”Samhällskollaps” tillsammans med Felix Herngren och produktionsbolaget FLX. Programmet simulerade bland annat krig, terrordåd, elavbrott och desinformationskampanjer för att utforska hur samhällets krisberedskap fungerar. 
År 2023 gjorde Camilla kvartoft ”Klimathoppet”, som skildrade klimatomställningen i Sverige genom att bland annat resa runt i landet.
År 2024 gjorde Camilla Kvartoft ”Klimathoppet”, som skildrade klimatomställningen i Europa. I programmet besökte man flera EU-länder och intervjuade svenska EU-parlamentariker i Bryssel inför EU-valet. 
Kvartoft har även spelat platschefen Gunilla i TV-serien Byhåla 3 (1993) med rollfigurerna Ronny och Ragge.
År 2025 blev hon vald till ordförande i Publicistklubben och efterträdde Robert Aschberg.

### Familj
Camilla Kvartoft är gift med Anders Mårtén och har två döttrar som är födda på 2000-talet.